# Mark Drakeford
Mark Drakeford   (Sir Gaerfyrddin, 19 de setembre de 1954) és un polític gal·lès que milita al Partit Laborista de Gal·les, la branca del Partit Laborista al país. Des de 2018, ha estat el Primer Ministre de Gal·les (en que destacà la seva gestió per la pandèmia de COVID-19) i líder del Partit Laborista de Gal·les. Anteriorment, havia treballat al govern gal·lès com a secretari del gabinet de Finances de 2016 a 2018 i ministre de Salut i Serveis Socials de 2013 a 2016. Abans de ficar-se en la política en 2011 quan es va presentar a les eleccions a l'Assemblea Nacional de Gal·les de 2011 per Cardiff Oest, va exercicir de professor en la Universitat de Swansea de 1991 a 1995, en la Universitat de Gal·les de 1995 a 1999 i de Política Social i Ciències Socials Aplicades a la Universitat de Cardiff de 2003 a 2013.
Drakeford és àmpliament considerat com a pertanyent a l'ala esquerra del Partit Laborista, i compta amb el suport d'alguns membres de les bases laboristes gal·leses i de Momentum, un moviment popular vinculat al partit. Va ser l'únic membre del gabinet en actiu en qualsevol part del Regne Unit que va fer costat a Jeremy Corbyn en la seva candidatura a la direcció nacional del Partit Laborista en 2015, quan era ministre de Sanitat i Serveis Socials.
En l'1 d'octubre de 2017, va criticar durament la violenta repressió que va exercicir contra els votants catalans durant el referèndum sobre la independència a Catalunya. El març de 2020, Mark es reuní amb l'aleshores president del Parlament català, Roger Torrent.